# Reprezentacja Panamy w piłce siatkowej mężczyzn
Reprezentacja Panamy w piłce siatkowej mężczyzn to narodowa reprezentacja tego kraju, reprezentująca go na arenie międzynarodowej
Największym sukcesem zespołu jest start na Mistrzostwach Świata w 1974 roku rozgrywanych w Meksyku, gdzie drużyna zajęła ostatnie, 24. miejsce. W Mistrzostwach Ameryki Północnej zespołowi nie udało się do tej pory wywalczyć medalu

## Występy naMistrzostwach Świata
- MŚ '49-'70 - n/s
- MŚ '74 - 24. miejsce
- MŚ '78-'06 - n/s